# Pasian di Prato
Pasian di Prato là một đô thị ở tỉnh Udine trong vùng Friuli-Venezia Giulia thuộc Ý, có cự ly khoảng 70 km về phía tây bắc của Trieste và khoảng 3 km về phía tây nam của Udine. Tại thời điểm ngày 31 tháng 12 năm 2004, đô thị này có dân số 8.825 người và diện tích là 15,9 km².
Đô thị Pasian di Prato có các frazioni (đơn vị cấp dưới, chủ yếu là các làng) Pasian di Prato, Colloredo di Prato, Passons, và più le località di Santa Caterina e Bonavilla.
Pasian di Prato giáp các đô thị: Basiliano, Campoformido, Martignacco, Tavagnacco, Udine.